# Paul Bovey

Paul Bovey (1964)

Paul Bovey (* 19. Januar 1905 in Romanel-sur-Lausanne; † 30. August 1990 in Lausanne; heimatberechtigt in Cheseaux-sur-Lausanne und Romanel-sur-Lausanne) war ein Schweizer Entomologe und Hochschullehrer.

## Leben
Paul Bovey war ein Sohn des Landwirts Edouard Ernest und der Eugénie Line, geborene Chapuis. Bovey absolvierte ein Studium der Naturwissenschaft in Lausanne, Paris und München und erlangte 1927 das Lizenziat an der Universität Lausanne. 1932 heiratete er Emilie Alice Cruchet, 1940 doktorierte er.

## Schaffen
Zwischen 1929 und 1950 war Bovey an der Eidgenössischen Versuchsanstalt für Wein- und Obstbau in Lausanne-Montagibert tätig. Im Jahre 1945 wurde er von der Société entomologique de France mit dem Prix Constant ausgezeichnet. Im Jahre 1949 folgte die Habilitation an der Universität Lausanne. Von 1950 bis 1972 war Bovey Professor für Entomologie an der ETH Zürich.
Paul Bovey betrieb wegweisende Forschung über biologischen Pflanzenschutz und Populationsdynamik der Torticiden (Wickler), vor allem des Lärchenwicklers. 1964 wurde Bovey zum auswärtigen Korrespondenten der Académie d’agriculture de France. Des Weiteren war er ab 1974 Ehrenmitglied der Schweizerischen Entomologischen Gesellschaft.